# Belleserre
Belleserre è un comune francese di 175 abitanti situato nel dipartimento del Tarn nella regione dell'Occitania.

## Società

### Evoluzione demografica
Abitanti censiti

## Monumenti

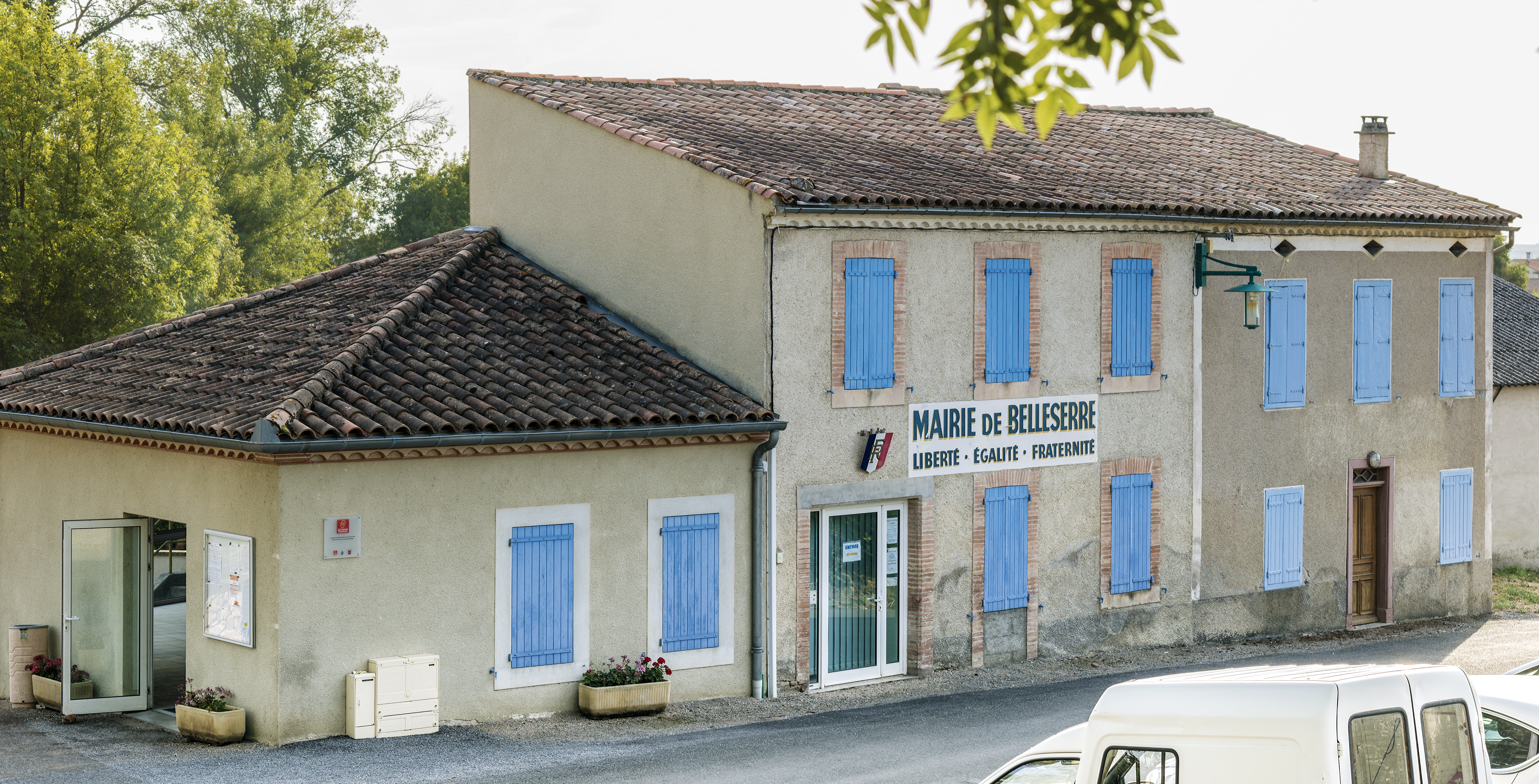
Il municipio.
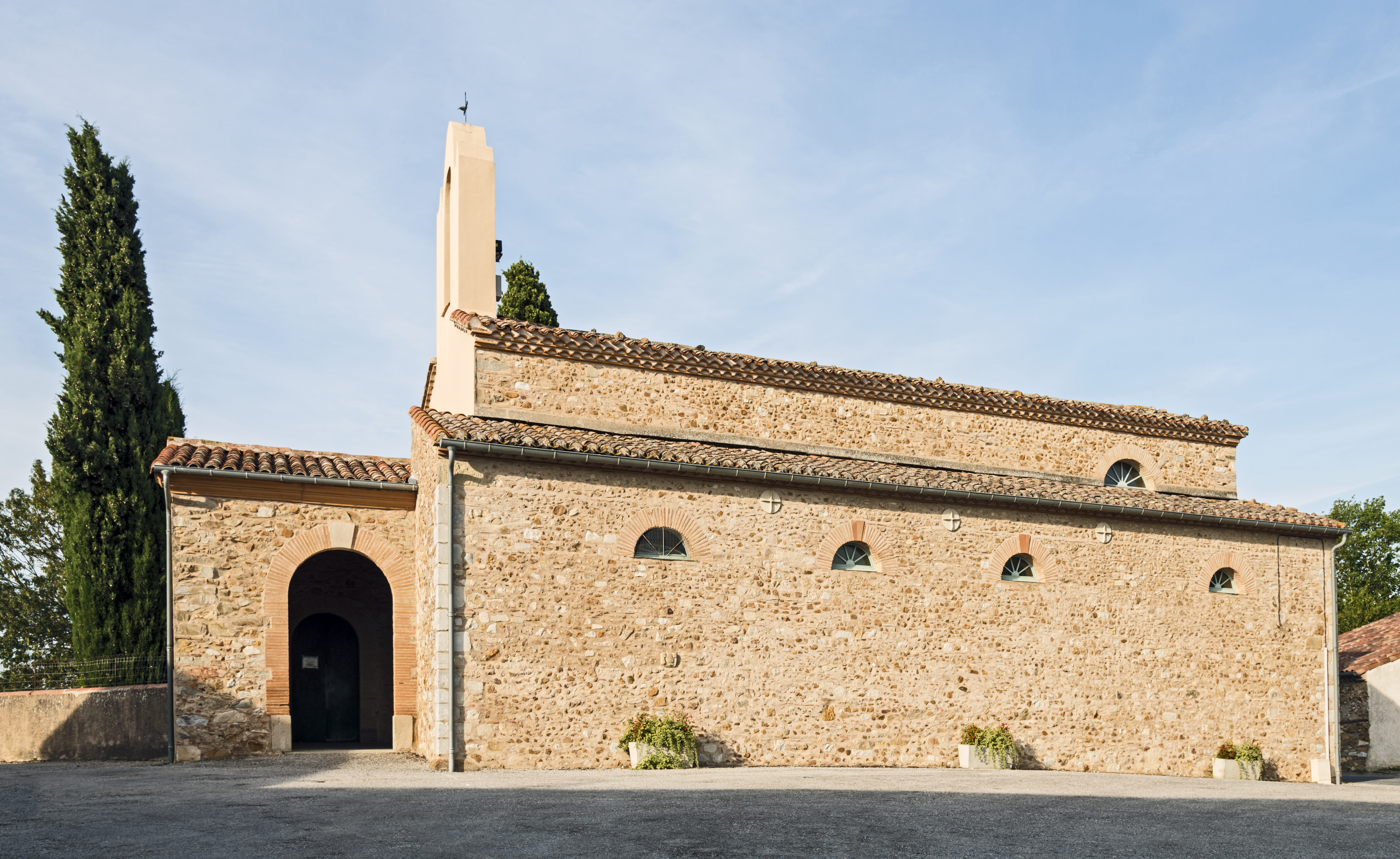
La Chiesa.
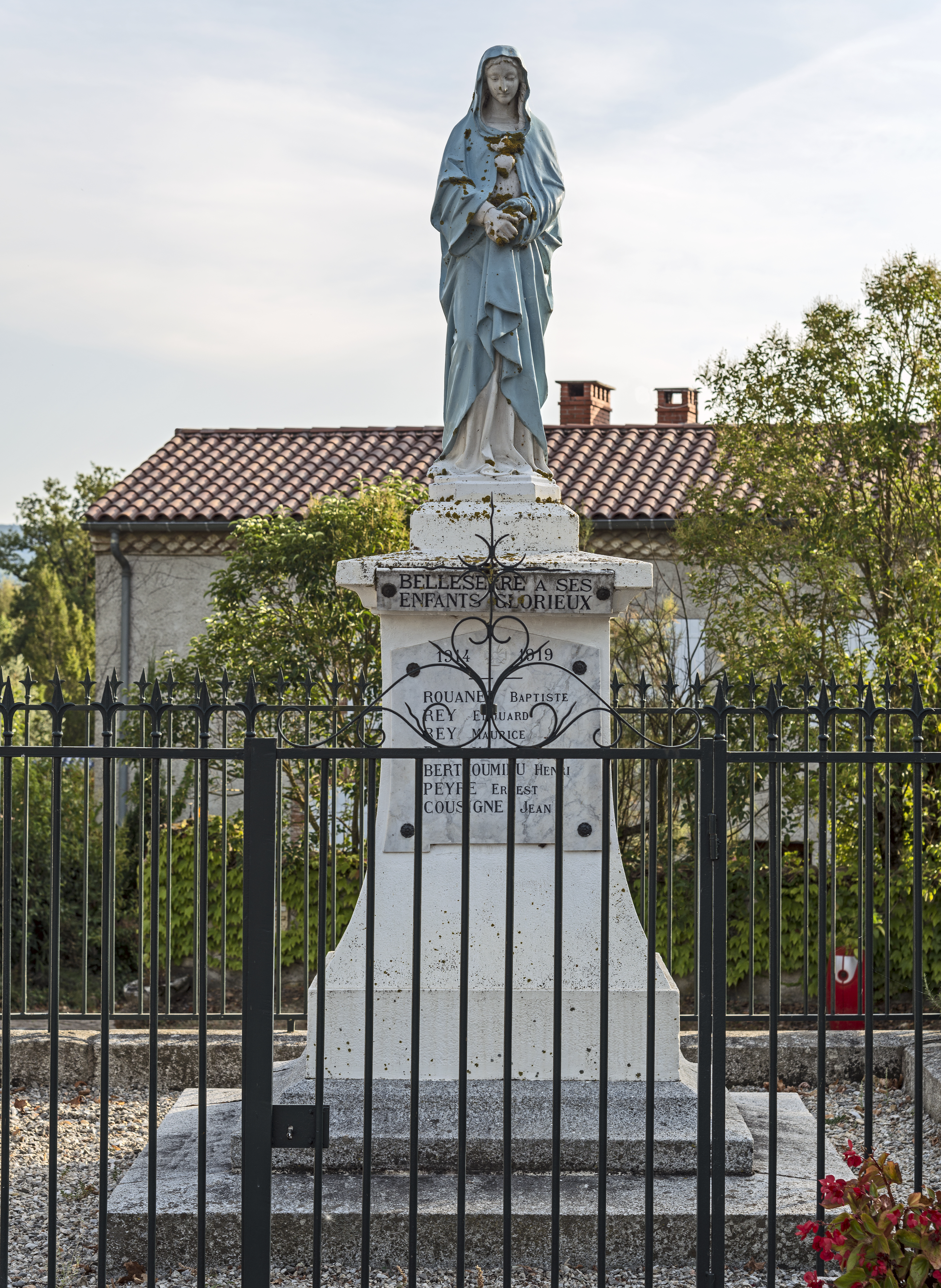
Il Monumento ai Caduti